# BG Ceti
BG Ceti (BG Cet / HD 3326) es una estrella variable en la constelación de Cetus, el monstruo marino.
De magnitud aparente media +6,06, se encuentra a 162 años luz de distancia del sistema solar.
De tipo espectral A5m, BG Ceti es una estrella químicamente peculiar con sobreabundancia del elemento estroncio.
Muestra un campo magnético intenso, siendo su campo magnético longitudinal <Bz> igual a 99 ± 62 G.
Tiene una temperatura efectiva de 7570 K y brilla con una luminosidad 5,6 veces mayor que la del Sol.
Gira sobre sí misma con una velocidad de rotación proyectada de 110 km/s, unas 55 veces más deprisa que el Sol, habitual en estrellas de sus características.
Catalogada como variable Delta Scuti, el brillo de BG Ceti oscila 0,003 magnitudes a lo largo de un período de 0,0299 días. Estas variables —entre las que cabe destacar a Vega (α Lyrae) y Seginus (γ Bootis)— se localizan dentro del diagrama de Hertzsprung-Russell en la intersección entre la franja de inestabilidad de las cefeidas y la secuencia principal.
Son estrellas cuya masa está comprendida entre 1,5 y 2,5 masas solares.